# Brian Cowen
Brian Cowen, irl. Brian Ó Comhain (ur. 10 stycznia 1960 w Tullamore) – irlandzki polityk, premier Irlandii (taoiseach) od 7 maja 2008 do 9 marca 2011, lider Fianna Fáil w latach 2008–2011, tánaiste od 2007 do 2008, deputowany od 1984 do 2011, minister w różnych resortach.

## Życiorys

### Rodzina i wykształcenie
Urodził się w Tullamore w irlandzkim hrabstwie Offaly. Wychowywał się w rodzinnym domu w miejscowości Clara. Jego ojciec Bernard Cowen był deputowanym i senatorem z ramienia partii Fianna Fáil. Prowadził również pub, w którym jego syn często pracował jako barman. Brian Cowen jest żonaty z Mary Molloy, jest ojcem dwóch córek. Jego brat Barry Cowen także zajął się działalnością polityczną.
Kształcił się w cysterskim Cistercian College w Roscrea, a następnie studiował prawo na University College Dublin. Po studiach podjął praktykę w zawodzie solicitora.

### Działalność polityczna do 2008
Podobnie jak ojciec zaangażował się w działalność polityczną w ramach Fianna Fáil. Po śmierci Bernarda Cowena wygrał w 1984 wybory uzupełniające do Dáil Éireann. Został wówczas również radnym hrabstwa Offaly, funkcję tę pełnił do 1992. Do niższej izby irlandzkiego parlamentu z powodzeniem ubiegał się natomiast o reelekcję w wyborach w 1987, 1989, 1992, 1997, 2002 i 2007, zasiadając w niej do 2011.
Przez siedem lat był szeregowym posłem swojej partii. Po wyborach w 1989 znalazł się w obozie tzw. Country & Western (skupiającym głównie deputowanych z prowincji), sprzeciwiającym się koalicji z Progresywnymi Demokratami. Na czele tej grupy kontestującej politykę premiera Charlesa Haugheya stanął Albert Reynolds, który w 1992 zastąpił go na stanowisku taoiseacha. 11 lutego 1992 Brian Cowen został mianowany ministrem pracy w jego nowym rządzie. Zajmował to stanowisko do 12 stycznia 1993, po czym został ministrem energii. 22 stycznia 1993 stanął na czele ministerstwa transportu, energii i komunikacji. Urząd ten sprawował do 15 grudnia 1994, gdy jego partia znalazła się w opozycji. W tym samym roku przywództwo w Fianna Fáil objął Bertie Ahern. Brian Cowen znalazł się wówczas w gronie jego głównych współpracowników. W gabinecie cieni został rzecznikiem ds. rolnictwa, żywności i leśnictwa (1994), a następnie rzecznikiem ds. zdrowia (1997).
Po trzech latach Fianna Fáil powróciła do władzy, 26 czerwca 1997 Brian Cowen został ministrem zdrowia (12 lipca 1997 ministrem zdrowia i dzieci) w nowym gabinecie Bertiego Aherna. Jako minister rozwiązał problem niedoboru łóżek i przetłoczenia w szpitalach. Odbył również podróż do Angoli, by wesprzeć misję rozbrajania min przeciwpiechotnych w tym kraju.
27 stycznia 2000 objął resort spraw zagranicznych. Brał aktywny udział w procesie pokojowym w Irlandii Północnej. Na okres jego urzędowania przypadł także czas zajmowania przez Irlandię miejsca w Radzie Bezpieczeństwa ONZ oraz sprawowania przewodnictwa w Radzie Europejskiej w pierwszej połowie 2004. 29 września 2004 przeszedł na stanowisko ministra finansów. 1 grudnia 2004 ogłosił swój pierwszy budżet, w którym wzrost wydatków wyniósł aż 9%. Jego drugi budżet zawierał rozległy pakiet finansowania opieki dziecięcej oraz wprowadzał obniżone progi stawki podatkowej. Budżet w 2007, w obliczu nadchodzących wyborów, przewidywał największy wzrost wydatków w historii Irlandii, które zostały przeznaczone na podwyżki emerytów i zasiłków socjalnych, program ochrony środowiska i zrekompensowanie obniżki najwyższej stawki podatkowej z 42% do 41%.
14 czerwca 2007, po wygranych wyborach parlamentarnych, objął dodatkowo urząd wicepremiera (tánaiste), pozostając ministrem finansów.

### Lider partii i premier

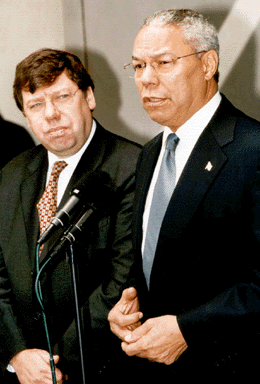
Brian Cowen (z lewej) oraz Colin Powell, 2001

Brian Cowen wielokrotnie był wymieniany w mediach jako potencjalny nowy lider Fianna Fáil. Jego pozycja w partii wzmocniła się, gdy w 2002 objął funkcję wicelidera partii po rezygnacji Mary O’Rourke.
2 kwietnia 2008 premier Bertie Ahern zapowiedział złożenie z dniem 6 maja rezygnacji ze stanowiska premiera i lidera FF z powodu oskarżeń o korupcję (do jakiej miało dojść w latach 90.). 4 kwietnia 2008 Brian Cowen uzyskał wsparcie swojej kandydatury ze strony wszystkich pozostałych członków gabinetu. 9 kwietnia 2008 został oficjalnie wybrany na lidera partii, funkcję tę objął 6 maja 2008, tuż po oficjalnej rezygnacji poprzednika.
7 maja 2008, również po oficjalnej rezygnacji dotychczasowego premiera, został mianowany przez prezydent Mary McAleese nowym taoiseachem. Tego samego dnia jego kandydaturę zatwierdziła niższa izba Oireachtas głosami 88 za do 76 przeciw.
Jednym z pierwszym zadań nowego jego rządu było przeprowadzenie 12 czerwca 2008 referendum w sprawie ratyfikacji traktatu lizbońskiego. Premier i jego gabinet nie zdołali przekonać obywateli do zaakceptowania traktatu (53,4% głosów na „nie”), ściągając na siebie krytykę pozostałych państw UE i powodując poważny kryzys polityczny.
19 stycznia 2011, po rezygnacji Micheála Martina, objął stanowisko ministra spraw zagranicznych, które zajmował do końca kadencji swojego gabinetu. 22 stycznia 2011, w obliczu skutków kryzysu gospodarczego w kraju i słabych notowań społecznych, ustąpił z funkcji lidera Fianna Fáil. W przedterminowych wyborach parlamentarnych w tym samym roku nie ubiegał się o reelekcję, zapowiadając wycofanie się z życia politycznego. 9 marca 2011 urząd premiera objął Enda Kenny, lider zwycięskiego ugrupowania Fine Gael.